# Säsong 25 av Simpsons
Säsong 25 är den säsongen av Simpsons som sändes mellan 29 september 2013 och 18 maj 14 på Fox i USA. Under säsongen avled gästskådespelaren, Marcia Wallace och de valde under våren att pensionera Edna Krabappel. 

## Lista över avsnitt
| Nr | Titel                                   | Regissör          | Författare                       | Sändes på Fox     | Svensk tv-premiär | Produktkod |
| --- | --------------------------------------- | ----------------- | -------------------------------- | ----------------- | ----------------- | ---------- |
| 531 - 1 | "Homerland"                             | Bob Anderson      | Stephanie Gillis                 | 29 september 2013 | 22 januari 2014   | RABF20     |
| En FBI agent hjälper Lisa att kolla upp Homer efter att hans personlighet har ändrats efter sitt besök på mässan för kärnkraftverk. Gästskådespelare: Kevin Michael Richardson och Kristen Wiig. |                                         |                   |                                  |                   |                   |            |
| 532 - 2 | "Treehouse of Horror XXIV"              | Rob Oliver        | Jeff Westbrook                   | 6 oktober 2013    | 29 januari 2014   | RABF16     |
| Oh, the Places You'll D'oh!: I en parodi av Dr. Seuss är Homer, "the fat in the fat" och tar Bart, Lisa och Maggie med sig på bus eller godis. Dead and Shoulders: Bart råkar av misstag få sitt huvud slitet från kroppen och läkarna syr fast huvudet på Lisa kropp och de två får dela på hennes kropp. Bart tänker nu ut en plan på för att få bort Lisas huvud. Freaks No Geeks: Homer och Marge är freaks på cirkusen "Burnsum and Bailey" och Homer tänker ut en plan att bli rik genom att låta Moe gifta sig med Marge innan han dödar honom. Gästskådespelare: Macabre Marcia Wallace. |                                         |                   |                                  |                   |                   |            |
| 533 - 3 | "Four Regrettings and a Funeral"        | Mark Kirkland     | Marc Wilmore                     | 3 november 2013   | 5 februari 2014   | RABF18     |
| n av Springfields mest älskvärda karaktärer har dött och Homer börjar ångra att han sålt sin aktier i Apple för ett bowlingklot, Marge att hon lyssnade på Kizz-musik då hon var gravid, Mr. Burns att han inte gifte sig med en som älskade henne och Kent Brockman att han inte tog steget ut som nyhetsankare i kabel-TV. Gästskådespelare: Joe Namath och Rachel Maddow. |                                         |                   |                                  |                   |                   |            |
| 534 - 4 | "YOLO"                                  | Michael Polcino   | Michael Nobori                   | 10 november 2013  | 12 februari 2014  | RABF22     |
| Marge bjuder in Homers gamla brevvän som ska hjälpa honom att slutföra att göra den lista han skrev då han var tio år gammal sedan han insett att han lever bara en gång. Lisa instiftar en hederskodex i skolan för att få bort fusket. Gästskådespelare: Jon Lovitz och Marcia Wallace. |                                         |                   |                                  |                   |                   |            |
| 535 - 5 | "Labor Pains"                           | Matthew Faughnan  | Don Payne Mitchell H. Glazer     | 17 november 2013  | 19 februari 2014  | RABF19     |
| Efter ha spelat poker med Moe, Lenny och Carl fastnar han i en hiss med Gretchen som är på väg att föda. Homer hjälper Gretchen att föda sin son som hon döper till Homer Jr. Homer börjar sen umgås med Homer Jr. Lisa hjälper hejarklacken till Springfields lokala amerikanska fotbollslag att få bättre rättigheter. Gästskådespelare: Elisabeth Moss. |                                         |                   |                                  |                   |                   |            |
| 536 - 6 | "The Kid Is All Right"                  | Mark Kirkland     | Tim Long                         | 24 november 2013  | 26 februari 2014  | SABF02     |
| Lisa blir vän med en ny tjej i skolan, Isabel Guiterrez, men de börjar bråka då hon får reda på att tjejen är republikan. Inför skolans val till klassordförande hjälper det lokala republikanska förbundet Isabel att slåss mot Lisa. Gästskådespelare: Anderson Cooper, Eva Longoria och Maurice LaMarche. |                                         |                   |                                  |                   |                   |            |
| 537 - 7 | "Yellow Subterfuge"                     | Bob Anderson      | Joel H. Cohen                    | 8 december 2013   | 5 mars 2014       | SABF04     |
| Rektor Skinner lovar att de bästa eleverna ska få följa med på en ubåt och alla ska få chansen att börja om. Bart bestämmer sig för att vara så duktig som möjligt men misslyckas ändå. Lisa hjälper Krusty att sälja rättigheterna till hans programformat för utlandet. Gästskådespelare: Kevin Michael Richardson. |                                         |                   |                                  |                   |                   |            |
| 538 - 8 | "White Christmas Blues"                 | Steven Dean Moore | Don Payne                        | 15 december 2013  | 12 mars 2014      | SABF01     |
| Springfield blir befolkad av turister efter att det visar sig vara den enda platsen inför julen som har snö i USA. För att få en bättre ekonomi öppnar familjen Simpsons en bed & breakfast i sitt hem. |                                         |                   |                                  |                   |                   |            |
| 539 - 9 | "Steal This Episode"                    | Matthew Nastuk    | J. Stewart Burns                 | 5 januari 2014    | 19 mars 2014      | SABF05     |
| Homer tröttnar på att det är för dyrt att gå på biofilmer och reklamen och börjar ladda ner filmer och börjar visa dem i trädgården för sina vänner. Efter att Marge skickat in ett brev till Hollywood om filmerna blir Homer efterlyst och familjen få gömma sig på Sveriges konsulat. Gästskådespelare: Channing Tatum, Judd Apatow, Kevin Michael Richardson, Leslie Mann, Paul Rudd, Rob Halford, Seth Rogen och Will Arnett. |                                         |                   |                                  |                   |                   |            |
| 540 - 10 | "Married to the Blob"                   | Chris Clements    | Tim Long                         | 12 januari 2014   | 26 mars 2014      | SABF03     |
| Comic Book Guy blir kär i Kumiko från Japan som ritar mangaserier men hennes far uppskattar inte deras kärlek och Homer tvingas att få dem att bli ihop igen. Gästskådespelare: Harlan Ellison, Maurice LaMarche och Stan Lee. |                                         |                   |                                  |                   |                   |            |
| 541 - 11 | "Specs and the City"                    | Lance Kramer      | Brian Kelley                     | 26 januari 2014   | 2 april 2014      | SABF06     |
| De anställda på Springfields kärnkraftverk får högteknologiska glasögon. Marge gillar inte Homers nya glasögon, men fastnar för dem efter att hon provat dem. Homer upptäcker då att Mr. Burns övervakar dem genom glasögonen. Gästskådespelare: Maurice LaMarche och Will Lyman. |                                         |                   |                                  |                   |                   |            |
| 542 - 12 | "Diggs"                                 | Michael Polcino   | Dan Greaney Allen Glazier        | 9 mars 2014       | 10 september 2014 | SABF08     |
| Bart blir vän med Diggs som har falkar som sin hobby. Diggs får Bart att bli intresserad av falkarna också då han inser att de kan hjälpa honom mot mobbarna. Gästskådespelare: Daniel Radcliffe- |                                         |                   |                                  |                   |                   |            |
| 543 - 13 | "The Man Who Grew Too Much"             | Matthew Schofield | Jeff Westbrook                   | 9 mars 2014       | 9 april 2014      | SABF07     |
| Familjen Simpson får reda på att Sideshow Bob är chef över en forskning om GMO. Lisa börjar hjälpa Bob med hans forskning. Marge får i uppdrag av kyrkan att ge tonåringarna en lexikon i avhållsamhet mot sex. Gästskådespelare: Kelsey Grammer och Marcia Wallace. |                                         |                   |                                  |                   |                   |            |
| 544 - 14 | "The Winter of His Content"             | Chuck Sheetz      | Kevin Curran                     | 16 mars 2014      | 17 september 2014 | SABF09     |
| Sprinfield Retirement Castle stängs av miljöskäl och Marge låter farfar få flytta in, men blir irriterad på hur Homer förändras då hans pappa flyttar in. Nelson ger Bart en lektion i underkläder. Gästskådespelare: Kevin Michael Richardson. |                                         |                   |                                  |                   |                   |            |
| 545 - 15 | "The War of Art"                        | Steven Dean Moore | Rob LaZebnik                     | 23 mars 2014      | 24 september 2014 | SABF10     |
| Lisa får en marsvin som först en tavla i familjens vardagsrum. Marge köper en ny tavla av van Houten som visar sig vara värd 100 000 dollar och då van Houten får reda det vill de köpa tillbaka tavlan. Gästskådespelare: Max von Sydow. |                                         |                   |                                  |                   |                   |            |
| 546 - 16 | "You Don't Have to Live Like a Referee" | Mark Kirkland     | Michael Price                    | 30 mars 2014      | 8 oktober 2014    | SABF11     |
| Homer blir domare i fotbolls-VM sedan Lisa hyllat honom i en skoltävling. Familjen får åka till Brasilien där Homer får reda på hur mutning av domare fungerar. Gästskådespelare: Andrés Cantor. |                                         |                   |                                  |                   |                   |            |
| 547 - 17 | "Luca$"                                 | Chris Clements    | Carolyn Omine                    | 6 april 2014      | 15 oktober 2014   | SABF12     |
| Marge blir orolig då Lisa börjar dejta en rik pojke som är fet, Lucas Bortner, så hon låtar Homer inse han inte är rätt person. Bart får en present från Snake Jailbird men efter att Milhouse sätter dit honom måste Bart få Snake att bli fri. Gästskådespelare: Zach Galifianakis. |                                         |                   |                                  |                   |                   |            |
| 548 - 18 | "Days of Future Future"                 | Bob Anderson      | J. Stewart Burns                 | 13 april 2014     | 29 oktober 2014   | SABF13     |
| Det är 30 år i framåt i tiden och Homer blir klonad varje gång han har dött. Lisa är gift med Milhouse som blivit en zombie och Bart har svårt att klara av Jenda och sina ungar. Gästskådespelare: Amy Poehler. |                                         |                   |                                  |                   |                   |            |
| 549 - 19 | "What to Expect When Bart's Expecting"  | Matthew Nastuk    | John Frink                       | 27 april 2014     | 5 november 2014   | SABF14     |
| Bart gör en voodoodocka av sin bildlärare som istället för att bli sjuk blir gravid och han börjar hjälp andra par att bli gravida. Bart och Homer blir kidnappade och ska se till att Fat Tonys tävlingshäst får en avkomma vilket är svårt då den är homosexuell. Gästskådespelare: Joe Mantegna och Tavi Gevinson. |                                         |                   |                                  |                   |                   |            |
| 550 - 20 | "Brick Like Me"                         | Matthew Nastuk    | Brian Kelley                     | 4 maj 2014        | 12 november 2014  | RABF21     |
| Homer hamnar i en annan version av Springfield som är byggt av Lego där han blir en bättre pappa till Lisa men får snart problem då han vill lämna plastvärlden men inte lyckas. |                                         |                   |                                  |                   |                   |            |
| 551 - 21 | "Pay Pal"                               | Michael Polcino   | David H. Steinberg               | 11 maj 2014       | 19 november 2014  | SABF15     |
| Marge hamnar i bråk med ett nyinflyttat brittiskt par efter Homer skämmer ut dem båda på deras inflyttningsfest. När Lisa berättar för Marge att hon inte behöver vänner vill hon skaffa en vän till henne. Gästskådespelare: Carl Kasell, John Oliver och Peter Sagal. |                                         |                   |                                  |                   |                   |            |
| 552 - 22 | "The Yellow Badge of Cowardge"          | Timothy Bailey    | Billy Kimball Ian Maxtone-Graham | 18 maj 2014       | 3 december 2014   | SABF18     |
| Bart känner sig skyldig när han vinner en springtävling på Springfield Elementary School efter att fick oväntat hjälp av Nelson som såg till att inte Milhouse kunde vinna. Under tiden försöker Homer återinföra fyrverkerierna i Springfield inför USA:s självständighetsdag efter att de blivit inställda på grund av budgetnedskärningar. Gästskådespelare: Edwin Moses och Glenn Close. |                                         |                   |                                  |                   |                   |            |